# Hermann von Bömelberg
Hermann von Bömelberg († 2. Juli 1504) war ein Benediktinermönch und als Hermann III. von 1479 bis zu seinem Tod Fürstabt von Corvey.

## Leben
Abt Hermann III. von Bömelberg entstammte einer Nebenlinie des westfälischen Adelsgeschlechts Boyneburg. Vor seiner Wahl zum Abt von Corvey 1479 war er Abt des Klosters Hasungen, aber erst am 15. Juni 1481 providierte Papst Sixtus IV. ihn mit der Abtei Corvey.

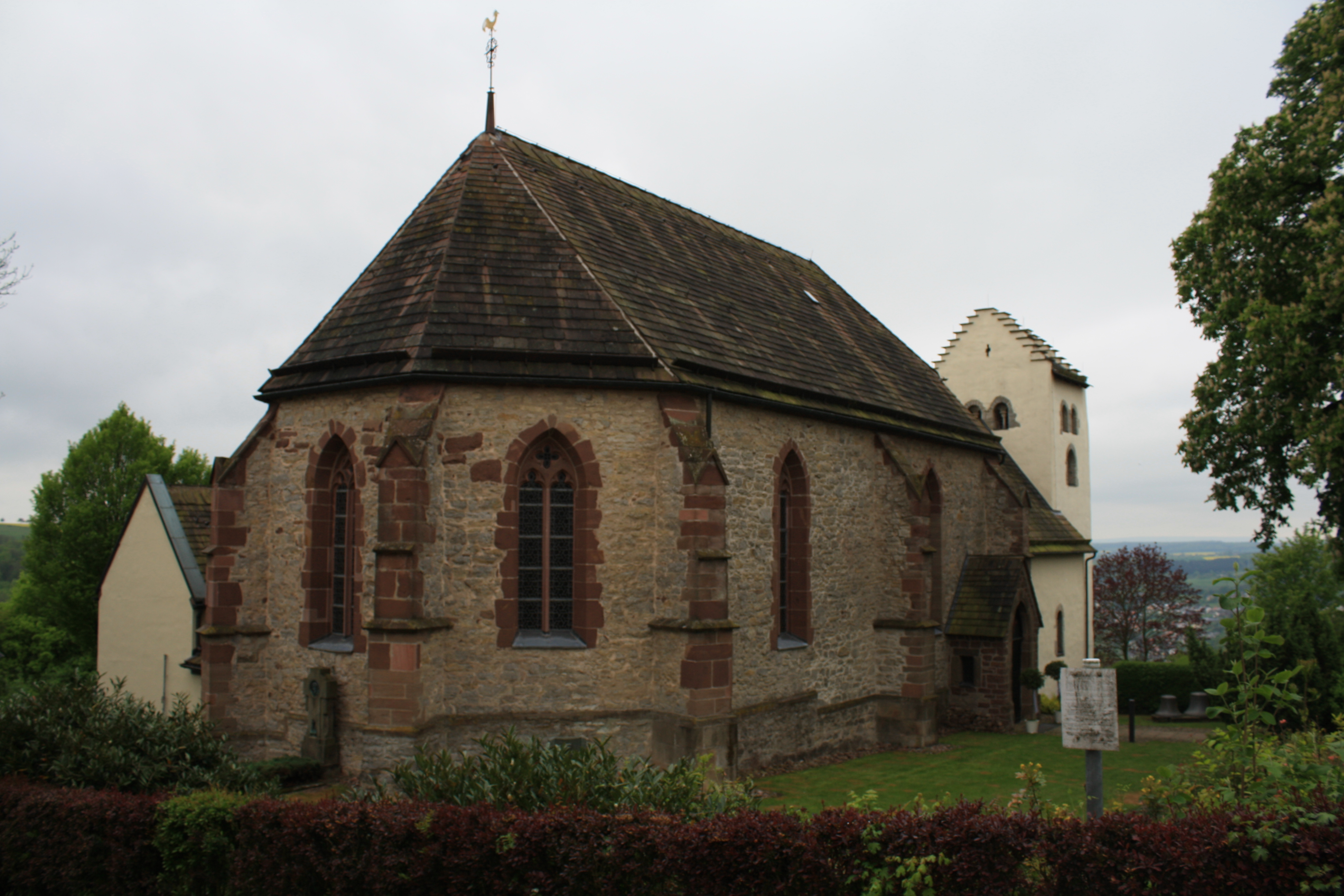
Jakobuskirche in Jakobsberg/Haddenberg mit dem von Abt Hermann errichteten Chor

Bereits im Jahr zuvor hatte Papst Sixtus IV. die Jacobuskirche von Haddenberg, in das Kloster Corvey inkorporiert, dem sie früher gehört habe. Die Einigung mit Bischof Simon III. von Paderborn erfolgte erst im nachfolgenden Jahr. 1485 rief Hermann an der „wunderreichen“ Jakobuskirche die Sankt-Jakobus-Bruderschaft ins Leben, gleichzeitig wurde die romanische Kirche um einen aufwendigen Chorbau erweitert.
Aufgrund der prekären wirtschaftlichen Lage der Abtei war Abt Hermann zur Veräußerung von Grundbesitz und Rechten gezwungen. Daneben bemühte er sich im Zusammenhang mit der Bursfelder Kongregation um eine Reform des Klosterlebens.